# Ivan Cankar

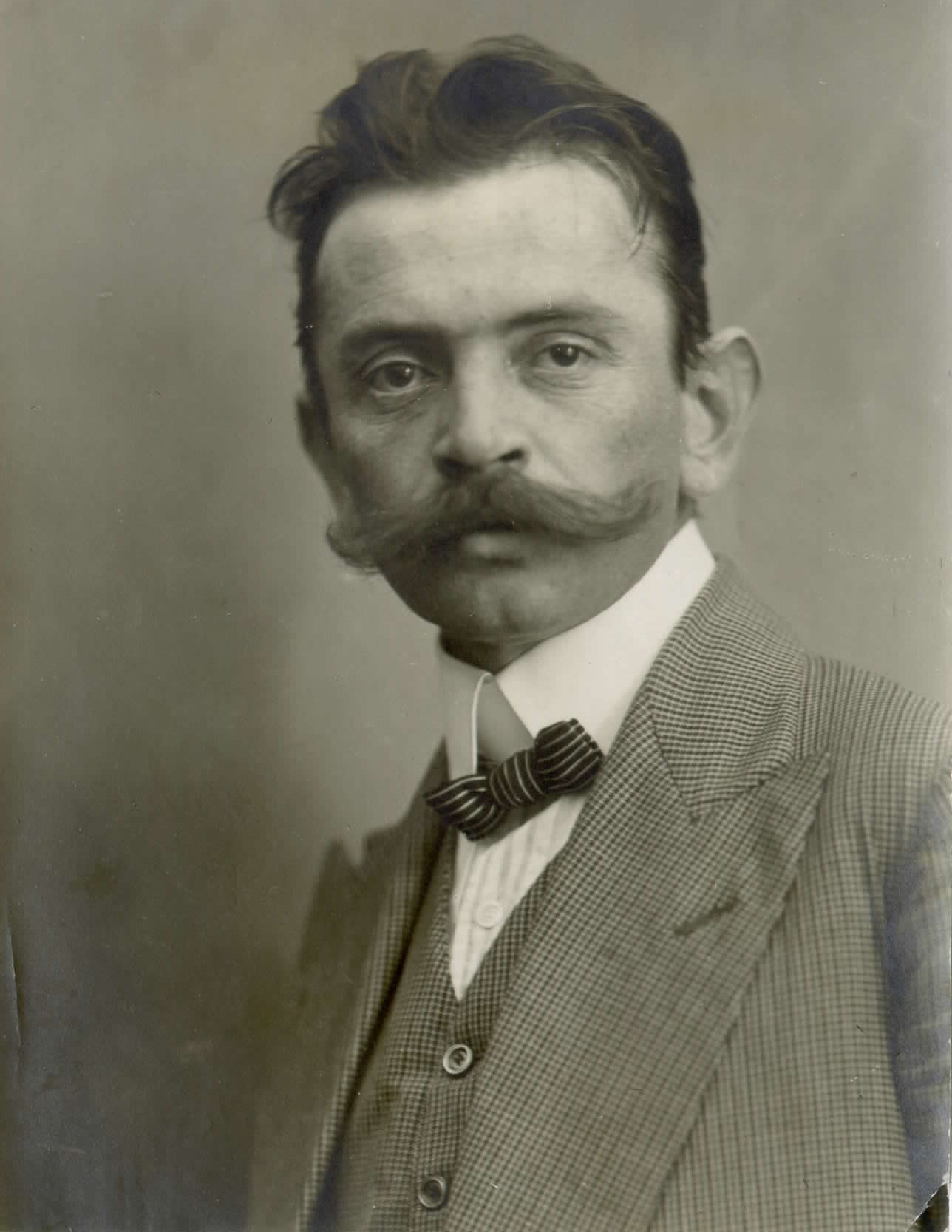
Ivan Cankar.

Ivan Cankar (pronunciaciónⓘ; Vrhnika, 10 de mayo de 1876-Liubliana, 11 de diciembre de 1918) fue un escritor, poeta, dramaturgo y ensayista esloveno.

## Trayectoria
Cankar asistió al colegio en Liubliana, donde despertó su interés por la literatura, y pronto aparecieron sus primeros trabajos, sobre todo la poesía y los bosquejos. Después del bachillerato, Cankar se fue a Viena para estudiar una carrera técnica pero al poco tiempo se matriculó en Eslavística, aunque nunca terminó sus estudios.
En el verano de 1897 regresó a Liubliana y en otoño del mismo año murió su madre. En 1907 Cankar presentó su candidatura para diputado en la lista socialdemócrata. Entre los años 1908 y 1909 regresó a vivir en Viena, donde trabajó como escritor independiente. Después del comienzo de la guerra, Cankar estuvo encarcelado por su oposición a la política austrohúngara.

## Obra
Ivan Cankar es, junto con Dragotin Kette, Josip Murn Aleksandrov y Oton Župančič, uno de los mayores y más importantes representantes del modernismo esloveno. Escribió alrededor de 30 libros que tratan de temas sociales, nacionales y morales. Con su obra y su actividad política influyó la vida de sus contemporáneos y fue el gran defendor de la unión política yugoslava.
Las temas principales en sus dramas son: la lucha por el poder entre los políticos burgueses, la oposición de los intelectuales contra la burguesía oportunista, la oposición de la pequeña burguesía contra el arte y las artistas, el sufrimiento y la agonía de los artistas jóvenes y el proletariado. 